# Jason Earles
Jason Daniel Earles, född 26 april 1977 i San Diego, Kalifornien, är en amerikansk skådespelare. Han är känd för att spela rollen som Jackson Stewart i Hannah Montana och Rudy Gillespie i Kickin' It.

## Filmografi
- 2011-2012 - Kickin' It (Som Rudy)
- 2009 - Hannah Montana: The Movie (som Jackson Stewart)
- 2009 - Aaron Stone
- 2009 - Hitta Pappa (som Merv Kilbo)
- 2009 - Space Buddies (röst åt Spudnick)
- 2008 - Boston Legal (1 avsnitt, som Mitchy Weston)
- 2007 - Gordon Glass
- 2007 - Shorty McShorts' Shorts (1 avsnitt)
- 2006-2009 - Hannah Montana (67 avsnitt, som Jackson Stewart)
- 2005-2006 - Phil från framtiden (2 avsnitt, som Grady Spaggett)
- 2005 - American Pie – Band Camp
- 2005 - One on One (1 avsnitt, som Brad)
- 2005 - Special Ed
- 2005 - Table 6
- 2004 - National Treasure (som Thomas Gates)
- 2004 - Still Standing (1 avsnitt)
- 2003 - The Shield (1 avsnitt, som Kyle)
- 2003 - Mad TV (1 avsnitt)